# Orli Shoshan
Orli Shoshan (Tel Aviv, 7 de dezembro de 1976) é uma atriz e modelo israelense que interpretou a personagem Shaak Ti no filme Star Wars Episode III - The Revenge of the Sith.